# Ben Carruthers
Benito F. Carruthers, detto Ben (14 agosto 1936 – Los Angeles, 27 settembre 1983), è stato un attore statunitense.

## Filmografia parziale

### Cinema
- Ombre (Shadows), regia di John Cassavetes (1959)
- I fucili degli alberi (Guns of the Trees), regia di Jonas Mekas (1961)
- Lilith - La dea dell'amore (Lilith), regia di Robert Rossen (1964) - non accreditato
- Kärlek 65, regia di Bo Widerberg (1965)
- Ciclone sulla Giamaica (A High Wind in Jamaica), regia di Alexander Mackendrick (1965)
- La vergine di Shandigor (L'Inconnu de Shandigor), regia di Jean-Louis Roy (1967)
- Fearless Frank, regia di Philip Kaufman (1967)
- Quella sporca dozzina (The Dirty Dozen), regia di Robert Aldrich (1967)
- La nebbia degli orrori (The Lost Continent), regia di Michael Carreras (1968)
- La rivolta (Riot), regia di Buzz Kulik (1969)
- Universal Soldier, regia di Cy Endfield (1971)

### Televisione
- Il tenente Ballinger (M Squad) – serie TV, episodio 1x03 (1957)
- Gunsmoke – serie TV, 1 episodio (1958)
- Tris d'assi (The Champions) – serie TV, 1 episodio (1968)
- Tony e il professore (My Friend Tony) – serie TV, 1 episodio (1969)

## Doppiatori italiani
- Pino Locchi in Ombre
- Oreste Lionello in Quella sporca dozzina